# Johann VII. (Mecklenburg)

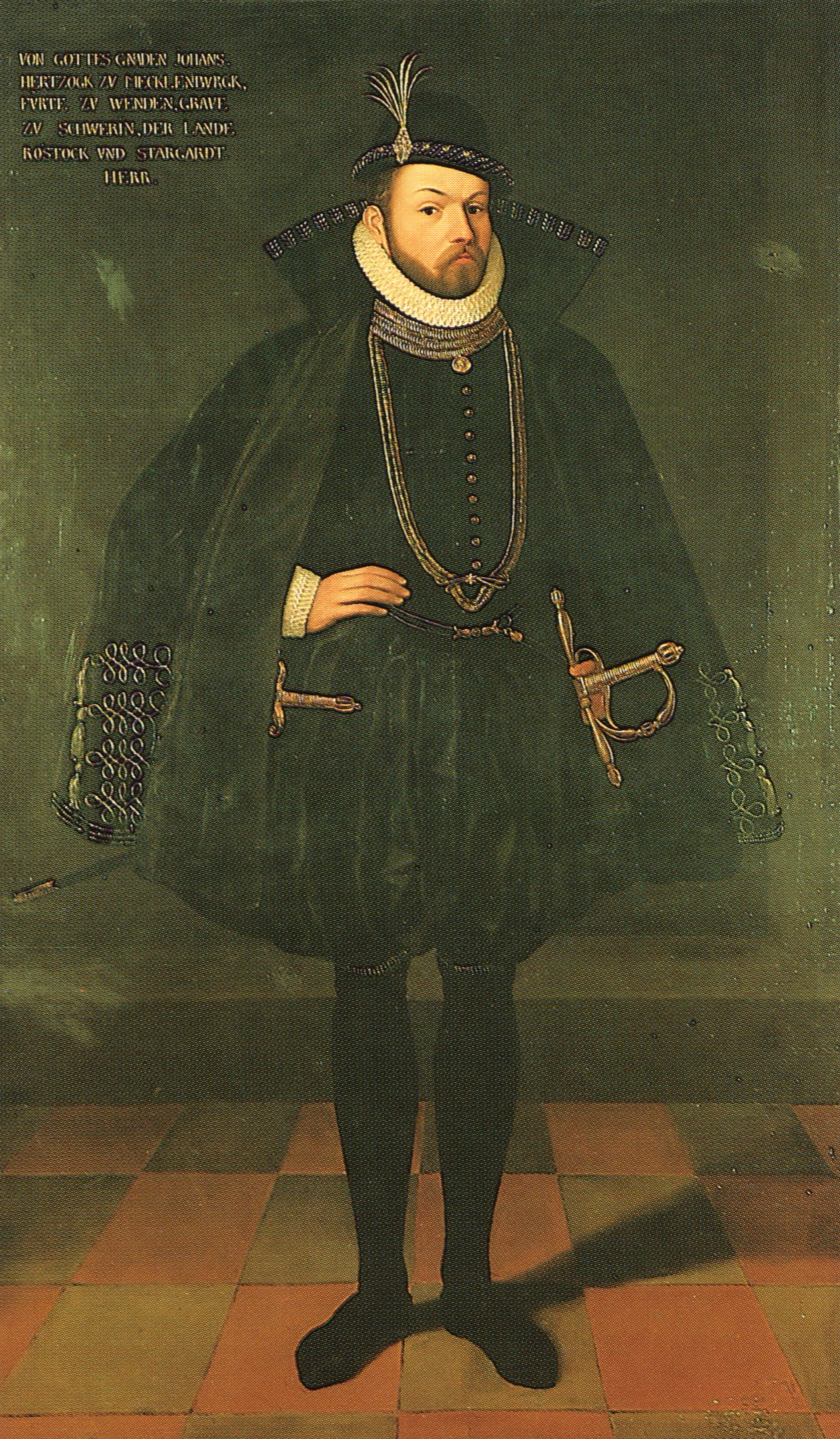
Herzog Johann VII., Kopie nach älterer Vorlage von Theodor Fischer, 19. Jahrhundert.

Johann VII., Herzog zu Mecklenburg [-Schwerin] (* 7. März 1558 in Güstrow; † 22. März 1592 in Stargard) war regierender Herzog zu Mecklenburg im Landesteil Schwerin von 1576 bis 1592.

## Leben
Johann war der zweitälteste Sohn des Herzogs Johann Albrecht I. zu Mecklenburg. Sein älterer Bruder Albrecht war jedoch bereits 1561 im Alter von fünf Jahren verstorben. Nach dem Tode des Vaters übernahm er unter der Vormundschaft seines Onkels Ulrich die Regierung im Schweriner Teil des mecklenburgischen Herzogtums. Sein Vormund unterzeichnete in Johanns Namen die Konkordienformel von 1577 und das Konkordienbuch von 1580. Nachdem Johann am 12. September 1585 für mündig erklärt worden war, regierte er alleine.
Am 8. März 1592 fügte er sich selbst sieben Messerstiche bei, an deren Folgen er zwei Wochen später am 22. März verstarb. Der Suizidversuch war kurz nach Erhalt der Nachricht vom Tod Christophs erfolgt und geschah im Zusammenhang mit nächtlichen Wahnvorstellungen, wie dem Tagebuch seiner Frau Sophia zu entnehmen ist. Bereits 1590 war ihm die Regierungsbürde eine zu große Last und er war entschlossen, zurückzutreten und das Land zu verlassen. Grund waren Streitigkeiten mit seinem Onkel Christoph, dem Administrator des Bistums Ratzeburg, der ständig nach mehr Land verlangte. 
Er starb hochverschuldet. Nach seinem Tod wurde Mobiliar aus dem Nachlass, darunter der St. Galler Globus, zur Schuldentilgung verkauft.

### Hexenprozesse
Weil Selbsttötung eine Sünde war und bei Johann verschleiert werden sollte, wurden 1604 mehrere Frauen aus Schwerin als Hexen angeklagt, darunter Catharina Wankelmod, die später auf dem Scheiterhaufen verbrannt wurde, und Margarethe Schultze, die nach einem fünf Jahre währenden Prozess 1609 freigesprochen wurde. Die Stadtvertretung Schwerin hat auf ihrer 17. Sitzung am 18. April 2016 die Rehabilitation der Opfer der Hexenverfolgung in Schwerin und die Installation einer Gedenktafel in Rathausnähe beschlossen.

### Nachfolge
Nach Johanns Tod wurde sein Sohn Adolf Friedrich Nachfolger im Schweriner Landesteil und sein Sohn Johann Albrecht zunächst Mitregent, nach Ulrichs Tod im Jahre 1603 Herzog im Güstrower Landesteil.

## Ehe und Kinder
Am 17. Februar 1588 vermählte er sich mit Sophia von Schleswig-Holstein-Gottorf, Tochter Herzog Adolfs I. von Schleswig-Holstein-Gottorf (* 11. Januar 1569, † 6. Februar 1634). Das Paar hatte drei Kinder:
- Adolf Friedrich I. (* 1588; † 1658), Herzog zu Mecklenburg [-Schwerin] 1592–1628, 1631–1658
- Johann Albrecht II. (* 1590; † 1636), Herzog zu Mecklenburg [-Güstrow] 1610–1628, 1631–1636
- Anna Sophie von Mecklenburg (* 1591; † 1648)